# Nimfeàcies
Nimfeàcia (Nymphaeaceae) és una família de plantes amb flor de l'ordre Nymphaeales.
Les Nymphaeaceae són herbes aquàtiques rizomatoses. La família es caracteritza a més per feixos vasculars dispersos a les tiges i presència freqüent de làtex, generalment amb Esclereides ramificades i estelades que es projecten als canals d'aire. Els pèls són simples, generalment produeixen mucílag (llim).
Les fulles són alternes i espirals, oposades o ocasionalment verticil·lades, simples, peltates o gairebé, senceres a dentades o disseccionades, de curt a llarg peciolada, amb la fulla submergida, flotant o emergent, amb venació palmada a pinnada.
La Nymphaea thermarum és la més petita de la família de les Nymphaeaceae (endèmica d'una aigua termal termal a Rwanda). L'any 2022, es va demostrar que la Victoria boliviana era en realitat una Nymphaeaceae, la qual cosa la converteix en la més gran de la família.

## Gèneres
- Barclaya
- Euryale Salisb.
- Nuphar Sm.
- Nymphaea L.
- Ondinea
- Victoria